# 시부야 히카리에
시부야 히카리에(일본어: 渋谷ヒカリエ)는 일본 도쿄에 위치한 마천루다.

## 같이 보기
- 일본의 마천루 목록
- 도쿄도의 마천루 목록